# Дозюле (кантон)
Дозюле (фр. Dozulé) — упраздненный кантон во Франции, находился в регионе Нижняя Нормандия. Департамент кантона — Кальвадос. Входил в состав округа Лизьё. Население кантона на 2006 год составляло 14 679 человек.
Код INSEE кантона 1415. Всего в кантон Дозюле входило 25 коммун, из них главной коммуной являлась Дозюле.

## Коммуны кантона
- Анжервиль — население 125 чел.
- Анбо — население 400 чел.
- Обервиль — население 422 чел.
- Басневиль — население 258 чел.
- Буржовиль — население 142 чел.
- Бранвиль — население 188 чел.
- Брюкур — население 129 чел.
- Кресвёй — население 272 чел.
- Криквиль-ан-Ож — население 186 чел.
- Данесталь — население 265 чел.
- Див-сюр-Мер — население 5864 чел.
- Дувиль-ан-Ож — население 219 чел.
- Дозюле — население 1837 чел.
- Гонвиль-сюр-Мер — население 581 чел.
- Густранвиль — население 177 чел.
- Гранг — население 220 чел.
- Элан — население 85 чел.
- Ульгат — население 1902 чел.
- Перьер-ан-Ож — население 139 чел.
- Пюто-ан-Ож — население 295 чел.
- Сен-Жуэн — население 209 чел.
- Сен-Леже-Дюбоск — население 182 чел.
- Сен-Пьер-Азиф — население 141 чел.
- Сен-Самсон — население 348 чел.
- Сен-Вааст-ан-Ож — население 93 чел.